# Long Island City
Thành phố Long Island (tiếng Anh: Long Island City, viết tắt tiếng Anh: LIC) là một khu dân cư và thương mại ở cực Tây của Queens, Thành phố New York ở rìa phía Tây của Long Island. LIC giáp với Astoria về phía bắc; phía Tây giáp sông Đông; Phố Hazen, Phố 49, và Nghĩa trang Calvary Mới ở Sunnyside về phía đông; và Newtown Creek - ngăn cách Queens khỏi Greenpoint, Brooklyn - về phía nam.
Được hợp nhất thành một thành phố riêng biệt vào năm 1870, Thành phố Long Island ban đầu là nơi đặt trụ sở chính quyền của Thị trấn Newtown, trước khi trở thành một phần của Thành phố New York vào năm 1898. Bắt đầu từ đầu thế kỷ 21, Thành phố Long Island được biết đến với tốc độ nhanh chóng và liên tục sự phát triển dân cư và sự thuận lợi hóa, các công viên ven sông và cộng đồng nghệ thuật thịnh vượng của nó. Khu vực này tập trung nhiều phòng trưng bày nghệ thuật, tổ chức nghệ thuật và không gian studio.
Thành phố Long Island là nơi có nhà ga cuối phía đông của Cầu Queensboro, tuyến đường ô tô không thu phí duy nhất nối Queens và Manhattan. Phía tây bắc của cây cầu là Queensbridge Houses, một dự án phát triển của Cơ quan Nhà ở Thành phố New York và là khu phức hợp nhà ở công cộng lớn nhất ở Tây Bán cầu.
Thành phố Long Island là một phần của Cộng đồng Queens Quận 1 ở phía bắc và Cộng đồng Queens Quận 2 ở phía nam. Nó được tuần tra bởi Khu 108 của Sở Cảnh sát Thành phố New York. Về mặt hành chính, Thành phố Long Island được đại diện bởi Quận 26 của Hội đồng Thành phố New York.